# Aprilwetten

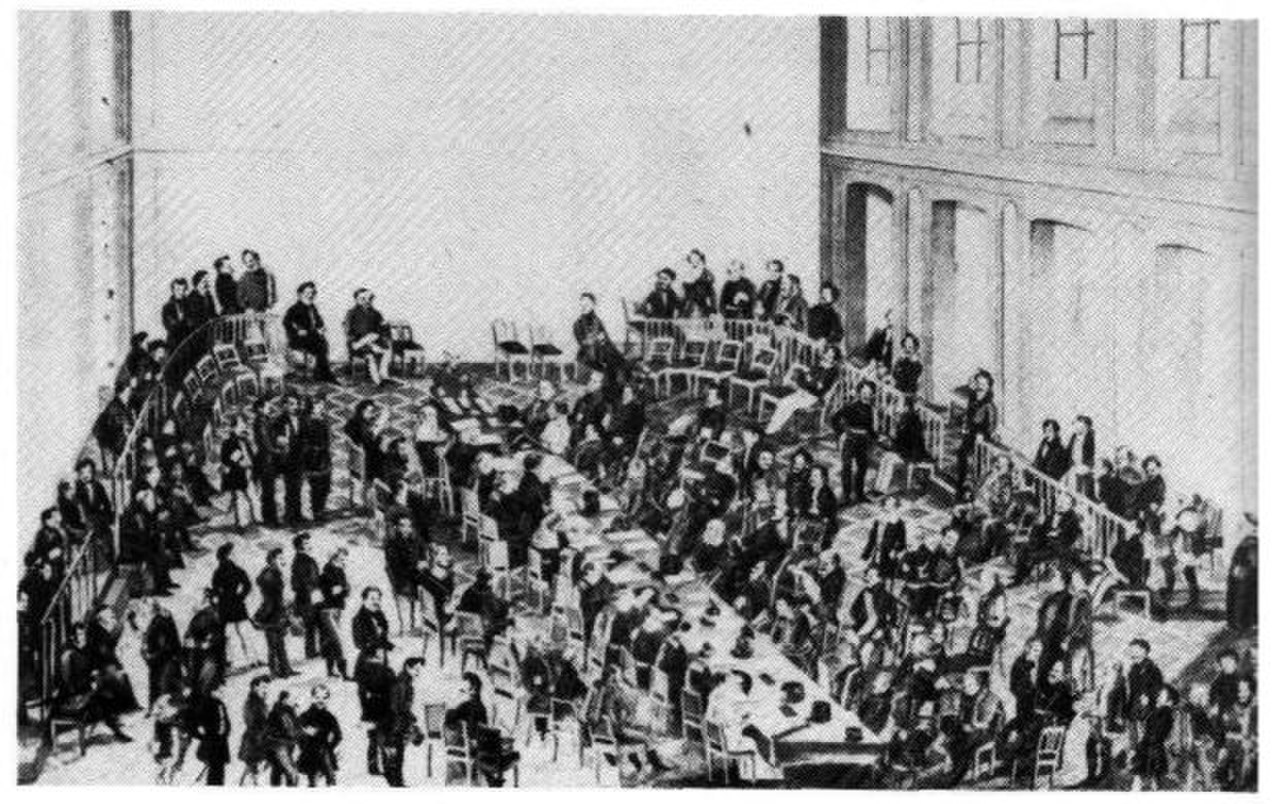
Zitting van de Hongaarse landdag in Pozsony (1830)

De aprilwetten (Hongaars: áprilisi törvények), ook wel maartwetten (Duits: Märzgesetze), waren 31 wetten die op 15 maart 1848, aan het begin van de Hongaarse Revolutie, door de Hongaarse landdag in Pozsony werden aangenomen en op 11 april dat jaar in voege traden.

## Geschiedenis
Sinds november 1847 vond in Pozsony een zitting van de Hongaarse landdag plaats, met als voornaamste punt op de agenda de afschaffing van de horigheid. De Hongaarse adel had echter geen interesse in het doorvoeren van zulke radicale hervormingen.
Op 11 maart 1848 legden Tsjechische nationalisten hun eisen voor aan de adel en op 13 maart brak in Wenen de revolutie uit. Keizer Ferdinand I stuurde vorst Metternich uit angst de laan uit en beloofde een grondwet. Op 15 maart lazen Hongaarse revolutionairen in Pest hun zogenaamde 12 punten voor, waarin bepaalde hervormingen werden geëist. Het nieuws van de revolutie in Wenen en de rellen in Pest vormde de aanleiding voor een snelle stemming van deze wetten, ontworpen door Lajos Kossuth. Door de aprilwetten werden de volgende wetten aangenomen:
- afschaffing van de horigheid

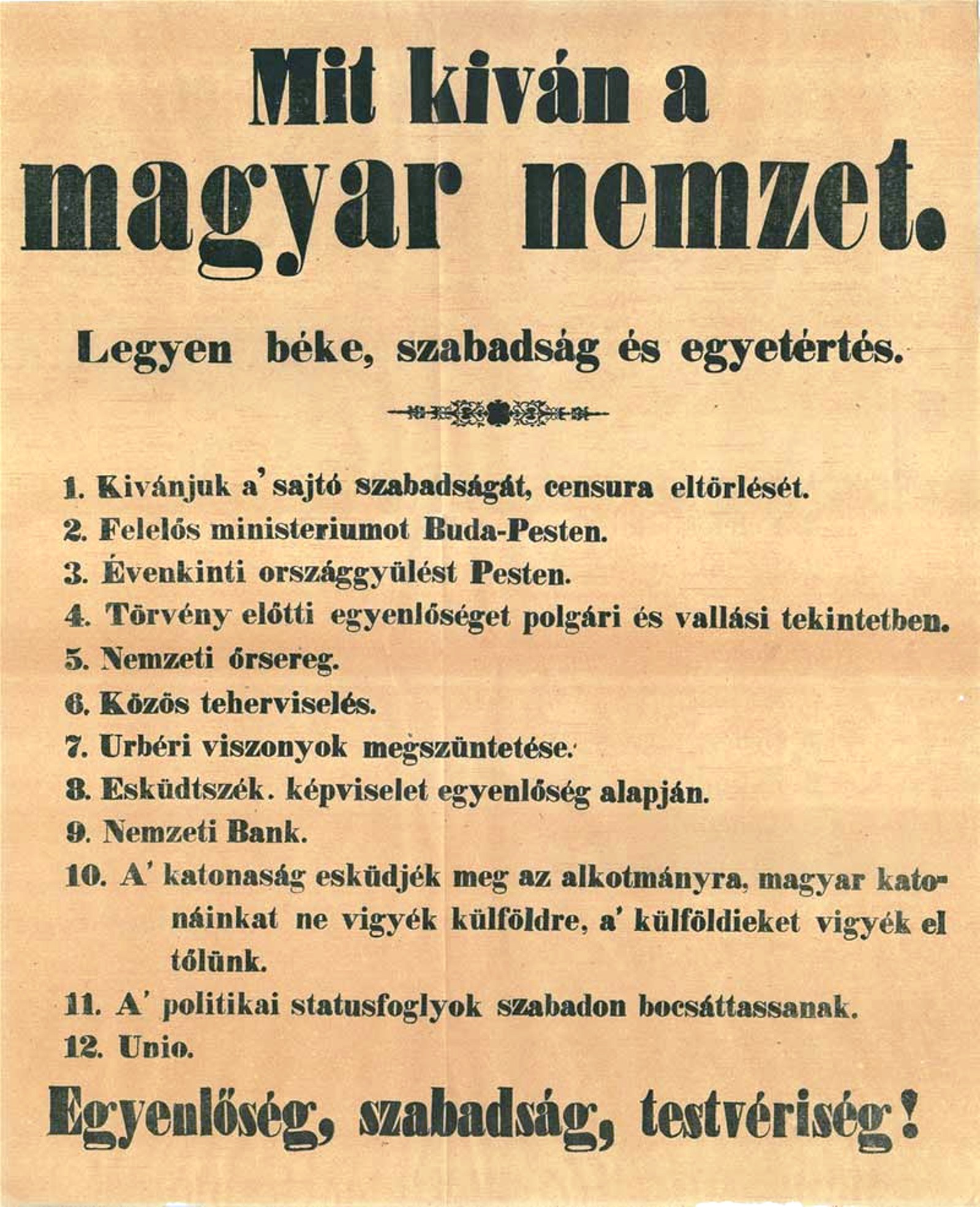
De 12 punten

- invoering van een algemene belasting
- afschaffing van de onoverdraagbaarheid van land
- afschaffing van instellingen die de Oostenrijkse heerschappij in Hongarije symboliseerden
- invoering van stemrecht (voor welgestelden en opgeleiden)
- verkiezing van een eerste Hongaarse regering, onafhankelijk van Wenen
- aanname van wetsartikelen over de jaarlijkse zittingen van de Landdag in Pest
- herinvoering van de persvrijheid en eeuwige opheffing van de censuur
- afkondiging van de algemene mensen- en burgerrechten
- invoering van het Hongaars als enige officiële taal

Kwesties omtrent de niet-Hongaarse bevolking binnen Hongarije (die bijna twee derde van de totale bevolking uitmaakte) werden echter niet behandeld. Op 11 april 1848 ondertekende koning Ferdinand de wetten in het Paleis van de Primaat in Pozsony.

## Gevolgen
De ontevredenheid die voortvloeide uit deze wetten, enerzijds vanuit Wenen en anderzijds vanuit de niet-Hongaarse of arme bevolking in Hongarije, waren de voornaamste oorzaak voor de hierop volgende opstanden in verschillende delen van Hongarije. Er ontstond een burgeroorlog en onafhankelijkheidsoorlog van Hongarije tegen Oostenrijk, maar ook een oorlog tegen de nationale minderheden (Kroaten, Slovaken, Serviërs, Roemenen, enz.) die Oostenrijk ondersteunden.
Nadat de Hongaren zich in 1849 hadden overgegeven bij Világos volgde een harde Oostenrijkse repressie. Frans Jozef I, die intussen keizer was geworden, trok de aprilwetten eigenhandig terug in. Pas met de Ausgleich in 1867 zou Hongarije weer een vergelijkbaar niveau van autonomie verkrijgen.